# What's Up, Tiger Lily?
What's Up, Tiger Lily? je film Woodyho Allena z roku 1966. Jde o předabovanou verzi japonského filmu Kokusai himitsu keisatsu: Kagi no kagi (1965) do angličtiny, a to se zcela jinými dialogy, než byly v původním filmu. Allen původně vytvořil hodinový dabing, později však bylo bez jeho svolení přidáno dalších devatenáct minut. Během nově přidaného času ve filmu vystupovala mj. skupina The Lovin' Spoonful. Mezi anglickojazyčnými dabéry byli například Woody Allen, Louise Lasser a Frank Buxton.